# NGC 5335
NGC 5335 ist eine Balkenspiralgalaxie vom Hubble-Typ SBb im Sternbild Jungfrau. Sie ist schätzungsweise 206 Millionen Lichtjahre von der Milchstraße entfernt und hat einen Scheibendurchmesser von etwa 130.000 Lj.
Im selben Himmelsareal befinden sich u. a. die Galaxien NGC 5329 und IC 952.
Das Objekt wurde am 9. April 1828 von John Herschel entdeckt und als Nebel klassifiziert.

## Charakterisierung
NGC 5335 wird als lockere Spiralgalaxie klassifiziert. Sie zeichnet sich durch verstreut liegende Sternentstehungsgebiete in ihrer Scheibe aus, statt durch gleichmäßig angeordnete Spiralarme wie in der Andromedagalaxie. Ein markanter Balken erstreckt sich durch den Kern der Galaxie, leitet Gas in das interstellare Medium und stimuliert dadurch die Sternentstehung. Ein solcher Balken ist ein vorübergehendes Stadium in Galaxien, der sich über einen Zeitraum von etwa zwei Milliarden Jahren entwickelt. Balken werden in etwa 30 % aller bekannten Galaxien beobachtet, einschließlich der Milchstraße.

## Supernova
Am 25. März 1996 wurde eine Supernova vom Typ Ia (SN 1996P, 17 mag.) in dieser Galaxis durch die amerikanische Astronomin Jean Mueller beobachtet.